# Odo abudi
Odo abudi är en spindelart som beskrevs av Alayón 2002. Odo abudi ingår i släktet Odo och familjen taggfotsspindlar. Inga underarter finns listade i Catalogue of Life.